# Убиство у Оријент експресу (филм из 2017)
Убиство у Оријент експресу (енгл. Murder on the Orient Express) је детективски филм из 2017. у режији Кенета Бране заснован на истоименом роману аутора Агате Кристи из 1934. године. Сценарио потписује Мајкл Грин, док су продуценти филма Ридли Скот, Марк Гордон, Сајмон Кинберг, Кенет Брана, Џуди Хофланд и Мајкл Шифер. Музику је компоновао Патрик Дојл.  
Насловну улогу тумачи Кенет Брана као детектив Херкул Поаро, док су у осталим улогама Пенелопе Круз, Вилем Дафо, Џуди Денч, Џони Деп, Џош Гад, Дерек Џакоби, Лесли Одом, Мишел Фајфер и Дејзи Ридли. Светска премијера филма је била одржана 10. новембра 2017.  у САД. Буџет филма је износио 55 000 000 долара, док је укупна зарада износила 352 800 000 долара.
Наставак филма, Смрт на Нилу, премијерно је приказан 2022. године.

## Радња
Оно што је изгледало да ће бити раскошно путовање возом кроз Европу, убрзо се претворило у једну од најгламурознијих, најнапетијих и најузбудљивијих мистерија свих времена. Настао према роману једне од најпопуларнијих списатељица Агате Кристи, филм Убиство у Оријент експресу доноси причу о тринаесторо странаца заробљених у возу у коме нема невиних. Сви су осумњичени. Само један човек у борби са временом, мораће да разреши мистерију, пре него што убица поново нападне.

## Улоге
| Глумац        | Улога                        |
| ------------- | ---------------------------- |
| Кенет Брана   | Херкул Поаро                 |
| Пенелопе Круз | Пилар Естравадос             |
| Вилем Дафо    | Герхард Хардмен              |
| Џуди Денч     | принцеза Драгомируф          |
| Џони Деп      | Самуел Ратчет / Џон Касети   |
| Џош Гад       | Хектор Маквин                |
| Дерек Џакоби  | Едвард Хенри Мастермен       |
| Лесли Одом    | др Арбутнот                  |
| Мишел Фајфер  | Каролин Хабард / Линда Арден |
| Дејзи Ридли   | Мери Дебенхем                |
| Том Бејтмен   | Бук                          |